# Студенчищко блато
Студенчищкото блато (на македонска литературна норма: Студенчишко Блато) е мочурище край Охридското езеро, Северна Македония. Студенчищкото блато е строго защитена екологична зона.

## Местоположение
Блатото е разположено веднага след Охридското езеро, край южния охридски квартал Студенчища на 694 - 696 метра надморска височина. Блатото е между Студенчищката река (днес канал Студенчища) и река Рача (север и юг) и между регионалния път Охрид - „Свети Наум“ и брега на Охридското езеро (изток и запад).